# 階級協調
階級協調または階級協業（英語: class collaboration）とは、社会組織の思想の一つで、社会が分離されて社会階級に階層化されることを肯定し、文明化の本質的な側面と考えることを基本とする。階級協調は階級闘争の対比語でもある。

## 資本主義における階級協調
資本主義では、社会は分業によって様々な生産的役割に分割される。これらの役割は異なった社会階級を構成する場合もあるが、しない場合もある。しかし、社会は生産を基本に階級に分割され、これらの階級は資産に対しては中立的である。階級協調（Class harmony）を主張した初期の立場としては、19世紀に宗教的立場から資本主義と社会主義のいずれの道でもない社会を提唱したレールム・ノヴァールムがある。これは後に共同体主義的なキリスト教民主主義や、その経済政策としてしばしば採用された社会的市場経済につながった。
資本主義の立場からの階級協調の否定には、以下のものがある。資本主義は理念的には法の下の平等の原則を基本とし、これはどの階級にも経済的または法的な特権は与えないことを意味する。このことにより（理念的には）社会的階級や経済的階級は存在し得ない。

## マルクス主義による階級協調への反対
マルクス主義では、抑圧されている労働者階級などが団結して階級闘争を行い、資本家階級に代わって権力を握り、階級そのものを廃止することを目指す。これに対して、階級協調のドクトリンでは、国家や社会秩序の保持の一部として不平等の受容が促進される。従ってマルクス主義者は通常、労働者階級に階級闘争を追求させないようにするものとして、階級協調の考えに反対する。

## ファシズムにおける階級協調
ベニート・ムッソリーニの言葉では、「ファシズムは、修正できない、実りの多く、利益をもたらす人間の不平等を肯定する」。ファシストはこの前提に立ち、社会階層の維持は全ての階級の利益であり、そのため全ての階級はそれを守るために協調すべきであると主張する。また、上位および下位の両方の階級が彼らの役割を受け入れ、彼らの尊敬されるべき義務を実現すべきであると主張する。ファシストの考えでは、階級協調の原則は強力なナショナリズムによって結合される。国家の安定と繁栄が、階級の間の協業の究極の目標とみなされる。
ファシズムの立場からの階級協調の一時的な否定には、以下のものがある。ファランヘ党の支持者や初期のイタリアのファシストなど急進的なファシストは、彼らの尊敬すべき国家が真に偉大になることを阻んでいる古い正義や秩序を転覆する社会革命を要求した。
このように伝統的な保守とファシストは一面では対立しつつ、マルクス主義などの階級闘争に対しては利害が一致し、「階級協調」を強調した。